# Bucculatrix disjuncta
Bucculatrix disjuncta är en fjärilsart som beskrevs av Braun 1963. Bucculatrix disjuncta ingår i släktet Bucculatrix och familjen kronmalar. Inga underarter finns listade i Catalogue of Life.